# Ulanhad
Ulanhad (en mongol: Улаанхад, romanizado: Ulaɣanqad, lit. 'acantilado rojo') también conocida por su nombre chino Chifeng (en chino, 赤峰; pinyin, Chìfēng; literalmente, ‘acantilado rojo’) es una ciudad-prefectura de la región autónoma de Mongolia Interior, República Popular China. Limita al norte con Xilinhot, al sur con Chaoyang, al oeste con Chengde y al este con Fuxin. Se ubica entre los ríos Xilamulun y Laoha, tributarios del Río Liao a 770 km de Hohhot, la capital provincial. Su área es de 86 915 km² con una población total en 2020 superó los 4 millones de habitantes.

## Administración
La ciudad-prefectura de Ulanhad se divide en 3 distritos, 2 condados y 7 banderas: 
- Distrito Hongshan 红山区
- Distrito Yuanbaoshan 元宝山区
- Distrito Songshan 松山区
- Condado Ningcheng 宁城县
- Condado Linxi	林西县
- Bandera Ar Horqin 阿鲁科尔沁旗
- Bandera Izquierda Baarin 巴林左旗
- Bandera Derecha Baarin 巴林右旗
- Bandera Hexigten 克什克腾旗
- Bandera Ongniud 翁牛特旗
- Bandera Kharchin 喀喇沁旗
- Bandera Aohan 敖汉旗

## Historia
Ulanhad surgió hacia el 8000 a. C. con el nombre de Chifeng, y llegó a ser el centro político, económico y cultural de la dinastía Liao. En la localidad se han encontrado importantes ruinas y reliquias de la cultura de Hongshan, que datan del 4000 a. C., al igual que otras reliquias de la cultura mongol. Por ejemplo, se han descubierto las ruinas de una antigua aldea, llamada Xinglonggou, que son consideradas como el primer pueblo de China por los historiadores; asimismo, el dragón de jade más antiguo.[cita requerida]
El nombre de la ciudad significa literalmente cumbre roja en referencia a la montaña roja ubicada en la esquina nordeste de la ciudad.[cita requerida]

## Economía
Ulanhad llevó a cabo la estrategia de fortalecer la ecología, la industria, la ciencia y la educación mediante el fortalecimiento del desarrollo de los recursos, y aprovechar la oportunidad histórica del Desarrollo Occidental. Siguiendo esta estrategia, Ulanhad fortaleció la construcción ecológica y la infraestructura que promueve la industrialización agrícola y ganadera. Después fortaleció la vivienda creando empleo y más industrias.[cita requerida]
En 2005, el PIB de la ciudad llegó a 34 560 millones de yuanes, el ingreso fiscal fue de 3,15 millones de yuanes, la inversión de activos fijos alcanzaron 23 100 millones de yuanes, el importe general al por menor de consumo social alcanzó 13 700 millones de yuanes, el ingreso disponible per cápita llegó a 7 572 yuanes y el ingreso promedio per capital de los campesinos y pastores fue 2 817 yuanes.[cita requerida]

## Clima
| Parámetros climáticos promedio de Ulanhad (1971−2000) | Parámetros climáticos promedio de Ulanhad (1971−2000) | Parámetros climáticos promedio de Ulanhad (1971−2000) | Parámetros climáticos promedio de Ulanhad (1971−2000) | Parámetros climáticos promedio de Ulanhad (1971−2000) | Parámetros climáticos promedio de Ulanhad (1971−2000) | Parámetros climáticos promedio de Ulanhad (1971−2000) | Parámetros climáticos promedio de Ulanhad (1971−2000) | Parámetros climáticos promedio de Ulanhad (1971−2000) | Parámetros climáticos promedio de Ulanhad (1971−2000) | Parámetros climáticos promedio de Ulanhad (1971−2000) | Parámetros climáticos promedio de Ulanhad (1971−2000) | Parámetros climáticos promedio de Ulanhad (1971−2000) | Parámetros climáticos promedio de Ulanhad (1971−2000) |
| Mes                                                   | Ene.                                                  | Feb.                                                  | Mar.                                                  | Abr.                                                  | May.                                                  | Jun.                                                  | Jul.                                                  | Ago.                                                  | Sep.                                                  | Oct.                                                  | Nov.                                                  | Dic.                                                  | Anual                                                 |
| ----------------------------------------------------- | ----------------------------------------------------- | ----------------------------------------------------- | ----------------------------------------------------- | ----------------------------------------------------- | ----------------------------------------------------- | ----------------------------------------------------- | ----------------------------------------------------- | ----------------------------------------------------- | ----------------------------------------------------- | ----------------------------------------------------- | ----------------------------------------------------- | ----------------------------------------------------- | ----------------------------------------------------- |
| Temp. máx. media (°C)                                 | −3.4                                                  | 0.2                                                   | 7.1                                                   | 16.7                                                  | 23.4                                                  | 27.5                                                  | 29.4                                                  | 27.9                                                  | 23.0                                                  | 15.6                                                  | 5.8                                                   | −1.1                                                  | 14.3                                                  |
| Temp. mín. media (°C)                                 | −16.3                                                 | −13.4                                                 | −6.3                                                  | 2.7                                                   | 9.9                                                   | 15.3                                                  | 18.5                                                  | 16.5                                                  | 9.8                                                   | 2.1                                                   | −6.5                                                  | −13.2                                                 | 1.6                                                   |
| Precipitación total (mm)                              | 1.6                                                   | 2.4                                                   | 6.6                                                   | 14.4                                                  | 40.2                                                  | 64.0                                                  | 109.3                                                 | 75.1                                                  | 31.7                                                  | 19.5                                                  | 4.4                                                   | 1.9                                                   | 371.1                                                 |
| Días de precipitaciones (≥ 0.1 mm)                    | 1.8                                                   | 1.8                                                   | 2.7                                                   | 4.1                                                   | 7.8                                                   | 12.1                                                  | 14.2                                                  | 10.4                                                  | 7.0                                                   | 4.5                                                   | 2.6                                                   | 1.1                                                   | 70.1                                                  |
| Horas de sol                                          | 205.1                                                 | 210.1                                                 | 254.4                                                 | 259.2                                                 | 281.0                                                 | 263.6                                                 | 254.0                                                 | 255.3                                                 | 251.4                                                 | 241.1                                                 | 201.0                                                 | 189.6                                                 | 2865.8                                                |
| Humedad relativa (%)                                  | 43                                                    | 40                                                    | 39                                                    | 37                                                    | 41                                                    | 54                                                    | 66                                                    | 67                                                    | 58                                                    | 50                                                    | 47                                                    | 44                                                    | 48.8                                                  |
| Fuente: China Meteorological Administration           |                                                       |                                                       |                                                       |                                                       |                                                       |                                                       |                                                       |                                                       |                                                       |                                                       |                                                       |                                                       |                                                       |